# 汪志稷
汪志稷（？—1647年），字未齋，南直隸徽州府婺源縣人，明朝和南明政治、軍事人物。

## 生平
崇禎十五年（1642年），汪志稷中式壬午科應天鄉試舉人，曾擔任職方主事，陞官車駕郎中；南明時，他追隨延津王朱常湌，與曹鳴遠在樂平起兵，隆武二年十二月（合1647年），從高沙攻打婺源，與吳元德、董壽庚、程世樹、參將程進、遊擊胡厚夔、魯某、守備洪源化、張子高、都司鮑秉忠、監紀同知胡起明、諸生曹文榜、汪邦耀、汪紱賢遇敵被圍，眾人大叫殺敵，清軍弓箭齊射，皆身中數箭，罵不絕口而死。

## 引用
1. 1 2  錢海岳《南明史·卷四十六·列傳第二十二》：從延津王常湌起兵者。……志稷，字未齋，婺源人。崇禎十五年舉於鄉。自職方主事陞車駕郎中……
2. ↑  錢海岳《南明史·卷四十六·列傳第二十二》：（隆武二年）十二月，汪志稷等攻婺源死。……，與曹鳴遠起兵樂平，自高沙攻婺源，與（吳）元德、（董）壽庚、（程）世樹，參將程進，遊擊胡厚夔、魯甲，守備洪源化、張子高，都司鮑秉忠，監紀同知胡起明、諸生曹文榜、汪邦耀、汪紱賢先遇敵，陷圍中，大呼殺敵。清兵合口圍射之，皆中矢如猬毛，罵不絕口死。